# Kumenový proces

Alkylace benzenu propenem

Autooxidace kumenu

Kumenový proces (Hockův proces) je chemický proces výroby fenolu a acetonu z benzenu a propenu; pojmenován je podle kumenu (isopropylbenzenu), vznikajícího jako meziprodukt. Objevili jej nezávisle na sobě R. Ūdris a P. Sergejev v roce 1942 a Heinrich Hock v roce 1944.
Kromě benzenu a propenu slouží jako reaktanty vzdušný kyslík a malé množství radikálového iniciátoru.

## Kroky
Kumen se vyrábí Friedelovou–Craftsovou alkylací benzenu propenem. Směs benzenu a propenu se při teplotě 250 °C stlačuje na tlak 3 MPa za přítomnosti Lewisovy kyseliny (kyseliny fosforečné nebo hlinitého halogenidu) jako katalyzátoru. Vzniklý kumen se oxiduje na vzduchu, přičemž se z něj odštěpí terciární benzylový vodík a vytvoří se kumenový radikál:
Kumenový radikál se následně navazuje na kyslík za tvorby kumenperoxidového radikálu, z něhož se odštěpením benzylového vodíku z další molekuly kumenu stává kumenhydroperoxid (C6H5C(CH3)2O2H). Tlak 0,5 MPa udržuje nestálý peroxid v kapalném skupenství.
Kumenhydroperoxid se v kyselém prostředí přesmykuje (tato reakce se nazývá Hockův přesmyk) za vzniku fenolu a acetonu. Nejprve je protonován koncový kyslík hydrogenperoxidu. Následně se fenylová skupina přesouvá z benzylového uhlíku na sousední kyslík a odděluje se molekula vody, čímž vznikne rezonančně stabilizovaný terciární karbokation; soustředěný mechanismus této části je podobný jako mechanismus Baeyerovy–Villigerovy oxidace a Criegeeova přesmyku a také oxidačnímu kroku hydroboračně–oxidačních reakcí.
Tento karbokation poté reaguje s vodou a vytváří se poloacetal. Po přesunu protonu z hydroxylového kyslíku na etherový se ion rozpadne na fenol a aceton.

## Podobné reakce

### Bez tvorby acetonu
Kumen lze nahradit cyklohexylbenzenem. Cyklohexylbenzenhydroperoxid skrz Hockův přesmyk odštěpuje H+ za vzniku fenolu a cyklohexanonu; cyklohexanon poté lze použít na výrobu polyamidů.
Při alkylaci benzenu směsí but-1-enu a but-2-enu jsou výsledky reakce fenol a butanon.

### Bez tvorby fenolu
- Hydrochinon se vyrábí dialkylací benzenu propenem na 1,4-diisopropylbenzen, který pak reakcí se vzduchem vytváří bis(hydroperoxid).Podobně jako z kumenhydroperoxidu se pak tento meziprodukt přesmykuje, přičemž zde jsou produkty aceton a hydrochinon. Oxidací hydrochinonu lze získat 1,4-benzochinon:[7]

2 C6H4(CHMe2)2 + 5 O2 → 2 C6H4O2 + 4 OCMe2 + 2 H2O
- Obdobně se vyrábí resorcinol přeměnou 1,3-diisopropylbenzenu na bis(hydroperoxid), následně se štěpící na resorcinol a aceton.[8]

- 2-naftol lze také získat postupem analogickým ke kumenovému procesu.[9]
- 3-chlorfenol, který nelze vytvořit chlorací fenolu, může být získán obdobou kumenového procesu, kde se začíná alkylací chlorbenzenu propenem.[10]
- Krezoly se vyrábějí z isopropyltoluenů.[11]

### Zpracování acetonu
Surový aceton se často hydrogenuje za katalýzy Raneyovým niklem nebo oxidem měďnatého-chromitým na izopropylalkohol.
Dehydratací izopropylalkoholu lze následně získat propen, znovu použitelný jako reaktant.

### Vedlejší produkty
Vedlejšími produkty výroby fenolu a acetonu kumenovým procesem jsou acetofenon a alfa-methylstyren.